# Shirburn
Shirburn is een civil parish in het bestuurlijke gebied South Oxfordshire, in het Engelse graafschap Oxfordshire met 214 inwoners.